# E264
La ruta europea E264 és una carretera que forma part de la Xarxa de carreteres europees. Comença a Jõhvi (Estònia) i finalitza a Inčukalns (Letònia). Té una longitud de 340 km. Té una orientació de nord a sud.